# Маріаліт
Маріаліт (рос. мариалит; англ. marialite; нім. Marialith m) — мінерал, натріїстий різновид скаполіту.

## Загальний опис
Хімічна формула: 1. За Є. Лазаренком: Na8[(Cl2, SO4, CO3) | (AlSi3O8)6]. 2. За К.Фреєм: 3NaAlSi3O8•NaCl.
У чистому вигляді невідомий.
Сингонія тетрагональна.
Тетрагонально-дипірамідальний вид. Призматичні кристали з вертикальною штрихуватістю.
Спайність по (110) ясна.
Густина 2,54-2,60.
Твердість 6,0-6,5.
Безбарвний.
Блиск скляний.
Зустрічається в базальтових туфах Піанура поблизу Неаполя (Італія). За ім'ям Марії, дочки нім. мінералога Г.Розе (G. Von Rath, 1866).

## Різновиди
Розрізняють:
- маріаліт сульфатистий (маріаліт, у якому серед додаткових аніонів переважає [SO4]2-);
- маріаліт хлористий (маріаліт, у якому серед додаткових аніонів переважає хлор).